# San Lorenzo (Kalabrien)

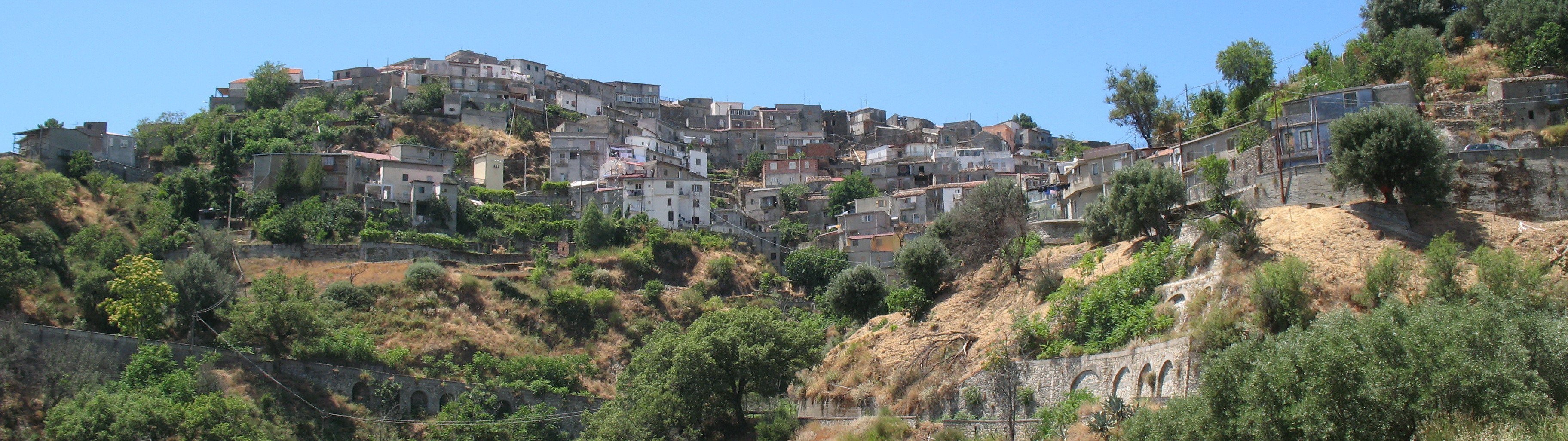
San Lorenzo (2011)

San Lorenzo ist eine italienische Stadt in der Metropolitanstadt Reggio Calabria in Kalabrien mit 2159 Einwohnern (Stand 31. Dezember 2023).

## Lage und Daten
San Lorenzo liegt 48 km südöstlich von Reggio Calabria. Der Ort liegt am Südhang des Aspromonte auf dem Rücken eines Ausläufers in einer Höhe von 787 m s.l.m. Die Ortsteile sind Chorio, Lanzina, Marina di San Lorenzo, San Fantino, San Pantaleone, Santa Maria. Die Nachbargemeinden sind Bagaladi, Condofuri, Melito di Porto Salvo, Montebello Ionico und Roccaforte del Greco.

## Sehenswürdigkeiten
Im Ort an einem kleinen Platz stehen zwei Kirchen, die in einem Stil ähnlich der Renaissance erbaut worden sind. Weiter befindet sich im Ort die Ruine eines basilianischen Klosters.

## Persönlichkeiten
- Gaetano Catanoso (1879–1963), Ordensgründer, Heiliger der römisch-katholischen Kirche